# Alpha Baldé
Alpha Baldé (25 febbraio 1973) è un ex calciatore seychellese, di ruolo attaccante.